# Букиевский, Владимир Ануфриевич
Владимир Ануфриевич Букиевский (23 февраля 1953, Москва, СССР) — советский футболист, защитник. Мастер спорта СССР (1973).

## Биография
Воспитанник ДЮСШ «Спартак» Москва. Брат-близнец Виктора Букиевского. В большой футбол попал раньше брата, так как в отличие от него учился в технологическом институте в Тарасовке и избежал службы в армии.
В 1971 году попал из ДЮСШ в команду «Спартака», где играл на протяжении 8 лет. В 1980—1981 проходил армейскую службу в ЦСКА. В 1982 году вернулся в «Спартак», следующий год отыграл в «Локомотиве».
В 1984 году уехал в расположение группы советских войск в Германии. Играл за немецкие команды 3-го дивизиона оберлиги из Хеннигсдорфа и Шмёквитца (Берлин).
Вернувшись в Россию, в 1993 году выступал за клуб ТРАСКО. В 2001 году работал тренером щёлковского «Спартака». Играет в матчах ветеранов.

## Достижения
Чемпионат СССР:
Чемпион (1979)
Серебряный призёр (1974)
Бронзовый призёр (1982)